# Lancer du disque féminin aux championnats du monde d'athlétisme 1999
Navigation
Athènes 1997 Edmonton 2001
L'épreuve du lancer du disque féminin des championnats du monde d'athlétisme 1999 s'est déroulée les 21 et 23 août 1999 au Stade olympique de Séville, en Espagne. Elle est remportée par l'Allemande Franka Dietzsch.

## Résultats

### Finale
| Rang               | Athlète             | Pays             | Essais  | Essais  | Essais  | Essais  | Essais  | Essais  | Marque  | Notes |
| Rang               | Athlète             | Pays             | 1       | 2       | 3       | 4       | 5       | 6       | Marque  | Notes |
| ------------------ | ------------------- | ---------------- | ------- | ------- | ------- | ------- | ------- | ------- | ------- | ----- |
| Médaille d'or      | Franka Dietzsch     | Allemagne        | 66,34 m | 63,60 m | 67,60 m | x       | 68,14 m | 65,34 m | 68.14 m |       |
| Médaille d'argent  | Anastasia Kelesidou | Grèce            | 64,69 m | x       | 63,35 m | x       | 66,05 m | 64,46   | 66.05 m |       |
| Médaille de bronze | Nicoleta Grasu      | Roumanie         | 63,35 m | x       | 62,53 m | 62,89 m | 65,35 m | x       | 65.35 m |       |
| 4                  | Natalya Sadova      | Russie           | 64,69 m | 64,98 m | 60,65 m | 64,59 m | 61,08 m | 64,19 m | 64.98 m |       |
| 5                  | Beatrice Faumuina   | Nouvelle-Zélande | 61,60 m | 62,88 m | 63,97 m | 64,62 m | 61,30 m | 59,74 m | 64.62 m | SB    |
| 6                  | Seilala Sua         | États-Unis       | 60,21 m | 58,22 m | 63,73 m | x       | x       | 56,88 m | 63.73 m |       |
| 7                  | Olena Antonova      | Ukraine          | 62,13 m | x       | 63,61 m | 61,33 m | 63,58 m | 63,31 m | 63.61 m |       |
| 8                  | Stella Tsikouna     | Grèce            | 60,57 m | 63,10 m | 61,28 m | 57,23 m | x       | 63,43 m | 63.43 m |       |
| 9                  | Irina Yatchenko     | Biélorussie      | x       | 60,00 m | 62,99 m |         |         |         | 62.99 m |       |
| 10                 | Ellina Zvereva      | Biélorussie      | 62,75 m | 62,52 m | 62,35 m |         |         |         | 62.75 m |       |
| 11                 | Ekateríni Vóngoli   | Grèce            | x       | 61,00 m | x       |         |         |         | 61.00 m |       |
| 12                 | Anja Möllenbeck     | Allemagne        | 58,56 m | 59,48 m | x       |         |         |         | 59.48 m |       |

### Qualifications
| Rang | Athlète              | Pays               | Essais  | Essais  | Essais  | Marque  | Notes |
| Rang | Athlète              | Pays               | 1       | 2       | 3       | Marque  | Notes |
| ---- | -------------------- | ------------------ | ------- | ------- | ------- | ------- | ----- |
| 1    | Franka Dietzsch      | Allemagne          | 66,59 m |         |         | 66,59 m | Q     |
| 2    | Beatrice Faumuina    | Nouvelle-Zélande   | 61,67 m | 64,18 m |         | 64,18 m | Q     |
| 3    | Elina Zverava        | Biélorussie        | 63,37 m | 60,61 m | x       | 63,37 m | q     |
| 4    | Nicoleta Grasu       | Roumanie           | x       | 61,98 m | 63,13 m | 63,13 m | q     |
| 5    | Ekateríni Vóngoli    | Grèce              | 61,45 m | 62,39 m | 61,36 m | 62,39 m | q     |
| 6    | Li Qiumei            | Chine              | 58,72 m | 62,20 m | 57,99 m | 62,20 m |       |
| 7    | Lisa-Marie Vizaniari | Australie          | 61,19 m | 61,00 m | 61,49 m | 61,49 m |       |
| 8    | Larisa Korotkevich   | Russie             | 57,63 m | 60,06 m | 57,60 m | 60,06 m |       |
| 9    | Anna Söderberg       | Suède              | 59,11 m | 59,65 m | 57,99 m | 59,65 m |       |
| 10   | Sabine Sievers       | Allemagne          | 58,34 m | 54,21 m | x       | 58,34 m |       |
| 11   | Teresa Machado       | Portugal           | x       | 55,18 m | 57,84 m | 57,84 m |       |
| 12   | Qi Cao               | Chine              | x       | 54,47 m | 57,43 m | 57,43 m |       |
| 13   | Marzena Wysocka      | Pologne            | 52,44 m | 52,55 m | 57,43 m | 57,43 m |       |
| 14   | Neelam Jaswant Singh | Inde               | 56,93 m | 57,05 m | 56,90 m | 57,05 m |       |
| 15   | Vladimira Rackova    | République tchèque | 56,64 m | 55,13 m | 53,78 m | 56,64 m |       |
| 16   | Kristin Kuehl        | États-Unis         | 53,11 m | 51,85 m | 55,77 m | 55,77 m |       |

| Rang | Athlète             | Pays        | Essais  | Essais  | Essais  | Marque  | Notes |
| Rang | Athlète             | Pays        | 1       | 2       | 3       | Marque  | Notes |
| ---- | ------------------- | ----------- | ------- | ------- | ------- | ------- | ----- |
| 1    | Iryna Yatchanka     | Biélorussie | x       | 64,58 m |         | 64,58 m | Q     |
| 2    | Stiliani Tsikouna   | Grèce       | 55,72 m | 64,16 m |         | 64,16 m | Q, SB |
| 3    | Anastasía Kelesídou | Grèce       | 64,12 m |         |         | 64,12 m | Q     |
| 4    | Anja Möllenbeck     | Allemagne   | 60,51 m | 61,47 m | 63,63 m | 63,63 m | Q, SB |
| 5    | Olena Antonova      | Ukraine     | 62,87 m | 61,54 m | 61,53 m | 62,87 m | q     |
| 6    | Seilala Sua         | États-Unis  | x       | 62,48 m | 55,77 m | 62,48 m | q     |
| 7    | Natalya Sadova      | Russie      | 61,92 m | 62,35 m | 61,11 m | 62,35 m | q     |
| 8    | Alison Lever        | Australie   | 58,69 m | 58,94 m | 60,05 m | 60,05 m |       |
| 9    | Joanna Wiśniewska   | Pologne     | 59,30 m | 59,83 m | x       | 59,83 m |       |
| 10   | Li Yanfeng          | Chine       | 59,47 m | x       | x       | 59,47 m |       |
| 11   | Tina Kankaanpää     | Finlande    | 54,43 m | x       | 58,02 m | 58,02 m |       |
| 12   | Aretha Thurmond     | États-Unis  | 57,50 m | x       | x       | 57,50 m |       |
| 13   | Oksana Tuchak       | Turquie     | 54,42 m | 52,80 m | 57,31 m | 57,31 m |       |
| 14   | Eha Rünne           | Estonie     | x       | 54,28 m | 56,57 m | 56,57 m |       |
| -    | Elisângela Adriano  | Brésil      |         |         |         | DNS     |       |

## Légende
Records et Performances
- AR : Record continental (area record)
- CR : Record des championnats (championship record)
- MR : Record du meeting (meet record)
- NR : Record national (national record)
- OR : Record olympique (olympic record)
- PR : Record paralympique (paralympic record)
- PB : Record personnel (personal best)
- SB : Meilleure performance personnelle de la saison (season's best)
- WL : Meilleure performance mondiale de l'année (world leader)
- WJR : Record du monde junior (world junior record)
- WR : Record du monde (world record)

Circonstances et Conditions
- DNF : N'a pas terminé (did not finish)
- DNS : N'a pas pris le départ (did not start)
- DQ : Disqualification (disqualification)
- NM : Aucun essai valable enregistré (No Mark)
- Q : Qualifié « directement » au prochain tour (ou à la prochaine compétition), lors d'une compétition majeure, grâce au classement ou à la réalisation des minima (automatic qualifier)
- q : Qualifié au prochain tour (ou à la prochaine compétition), lors d'une compétition majeure, grâce au repêchage ou à la réalisation de l'une des meilleures performances parmi celles des « non qualifiés directement » (grâce au meilleur temps ou à la meilleure distance par exemple) (secondary qualifier)